# Adolf-Grimme-Preis 1988
Der 24. Adolf-Grimme-Preis wurde 1988 verliehen. Die Preisverleihung fand am 18. März 1988 im Theater Marl statt. Die Moderation übernahm dabei Marianne Lienau.
Im Rahmen der Veranstaltung wurden neben dem Adolf-Grimme-Preis noch weitere Preise, unter anderem auch der „Publikumspreis der Marler Gruppe“, vergeben.

## Preisträger

### Adolf-Grimme-Preis mit Gold
- Helmut Dietl (Buch und Regie) und Jörn Klamroth (Redaktion) (für die Sendereihe Kir Royal, WDR)
- Nikolaus Brender (Buch und Regie) und Florian Pfeiffer (Kamera) (für die Sendung Lebend verbrannt, SWF)
- Reinhard Baumgart (Buch), Peter Beauvais (Regie, posthum), Katja Riemann (Hauptdarstellerin) und Herbert Grönemeyer (Filmmusik) (für die Sendereihe Sommer in Lesmona, RB).
- Bernhard Wicki (Regie) und Cornelia Schmaus (Darstellerin, stellvertretend für das Darstellerteam) (für die Sendung Sansibar oder Der letzte Grund, WDR)
- Karl Fruchtmann (für Buch und Regie zu Ein einfacher Mensch, NDR)
- Armin Maiwald (Buch und Regie), Friedrich Streich (Grafik) und Dieter Saldecki (stellvertretend für das Redaktionsteam) (für die Sendereihe Die Sendung mit der Maus, WDR)
- Hartmut Schoen (Buch und Regie), Carl-Franz Hutterer (Kamera) und Dieter Zimmer (Redaktion) (für die Sendung Phantom - Fieber, ZDF)

### Adolf-Grimme-Preis mit Silber
- Heinz Schirk (Regie), Jurek Becker (Buch) und Manfred Krug (Darsteller) (für die Sendereihe Liebling Kreuzberg, SFB)
- Gerald Baars (für die Produktion von Jugend im Gespräch, WDR)
- Anne Even und Eckart Stein (für die Redaktion bei Die andere Seite der Münze, ZDF)
- Lothar Spree (für Buch und Regie zu Verrückte Welten, ZDF)
- Heinrich Breloer (für Buch und Regie zu Eine geschlossene Gesellschaft, WDR)
- Roman Brodmann (für Buch und Regie zu Der Traum vom Schlachten der Heiligsten Kuh, SDR)

### Adolf-Grimme-Preis mit Bronze
- Heinrich Pachl (für Buch und Darstellung bei Homo Blech, WDR)
- Hannelore Wolf (Produktion), Justus Bohncke (Moderation) und Udo Potthast (Redaktion) (für die Sendung Berliner Platz: Kudammkunst - ganz schöner Schrott?, SFB)

### Besondere Ehrung
- Günter Gaus (für seine bedeutenden Beiträge zur Gesprächskultur im Fernsehen)

### Sonderpreis des Kultusministers von Nordrhein-Westfalen
- Werner Schroeter (für die Regie bei Auf der Suche nach der Sonne, ZDF)

### Publikumspreis der Marler Gruppe
- Gordian Troeller (für die Sendung Kinder der Welt: Die Verlassenen, RB)
- Bernhard Wicki und Wolfgang Kirchner (für die Sendung Sansibar oder Der letzte Grund, WDR)
- Jürgen Wilcke (für die Sendung Eine Choreographie entsteht: Andre Malraux, NDR)
- Thomas Wolf, Werner Doyé und Achim Schubert (für die Sendung Länderspiegel: Karneval und Politik, ZDF)
- Die Sendung mit der Maus, WDR